# Степанов, Игорь Витальевич
Игорь Витальевич Степанов (род. 3 августа 1970, Саратов) — советский и российский хоккеист, нападающий. Мастер спорта России. Тренер.

## Биография
Воспитанник саратовского «Кристалла». Провёл за команду 13 сезонов (1988/89, 1991/92 — 1996/97, 2001/02 — 2006/07), был капитаном команды; выступал за фарм-клуб «Химик» Энгельс (1988/89, 1994/95). Играл также за «Прогресс»-ШВСМ Гродно (1989/90) и «Ак Барс» (1997/98 — 2000/01).
На рубеже 1995—1996 годов играл за сборную России (сборную клубов) против сборной Канады.
Чемпион России (1998).
Тренер в «Кристалле» (2007/08, 2012/13, 2021/22 — 2022/23). Главный тренер команд МХЛ-Б / НМХЛ «Кристалл-Юниор» (2013/14 — 2014/15) и МХК «Кристалл» (с 2023/24).